# Flanderización

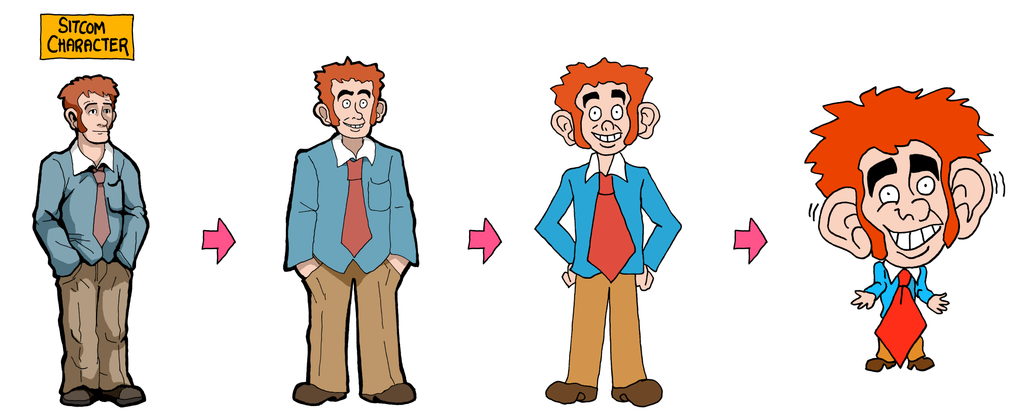
Una demostración visual de la flanderización: con el paso del tiempo, algunos rasgos del personaje se exageran mientras que se pierden los detalles, hasta tal punto que el personaje se convierte en una caricatura de sí mismo

La flanderización es el proceso mediante el cual los rasgos esenciales de un personaje ficticio se exageran a lo largo de una serie. El término flanderización fue acuñado por TV Tropes en referencia a Ned Flanders de Los Simpson, que fue caricaturizado durante el transcurso de la serie, pasando de ser un buen vecino, religioso entre otras características, a un «talibán» evangélico. La flanderización se ha analizado como un aspecto de las series, sobre todo de las comedias televisivas, que denota la decadencia de una obra.

## Definición y etimología
La flanderización es el proceso mediante el cual un elemento exclusivo de la identidad de un personaje, que en un principio suele ser leve, se exagera a lo largo de una obra hasta convertirse en su característica principal. El término fue acuñado por TV Tropes, una wiki centrada en la cultura popular, en referencia al personaje de Ned Flanders. El propio Flanders es un ejemplo complejo de la flanderización, al haberse sometido a dicho proceso en las temporadas intermedias de la serie antes de volver a una representación similar a la original. Se pretendía que Flanders, que empezó como «posiblemente la única persona con buenas intenciones y realmente bondadosa de Springfield», fuese el vecino ideal («irritantemente perfecto») que hiciese de contraste y antítesis de Homer Simpson. Como hombre devoto y religioso, se pretendía que su fe sirviese como contraste para la falta de sofisticación religiosa de Homer. Sin embargo, durante el transcurso de la serie, Flanders se convirtió en un fundamentalista religioso cuyo cristianismo era su principal característica.
Si bien se habla de flanderización principalmente en el contexto de los personajes ficticios, también se ha aplicado a personas reales y acontecimientos históricos.

## Ejemplos
La flanderización es un fenómeno generalizado en la ficción seriada. En la serie en la que surgió, Los Simpson, se ha abordado tanto en el contexto de Ned Flanders como en el de otros personajes; se ha hablado de Lisa Simpson o incluso Homer Simpson como ejemplos clásicos del fenómeno, al haber sido más flanderizados que el propio Flanders. Se ha considerado el caso concreto de Ned Flanders como un síntoma del declive general de Los Simpson, que en su día fue una de las comedias más populares de la historia de la televisión y conocida por el dinamismo de sus personajes.
También se han criticado otras obras por su flanderización. Varios personajes de la versión estadounidense de The Office, como Dwight Schrute y Kevin Malone, han sido calificados con este término. También se ha señalado Padre de familia como un ejemplo notable, sobre todo con los personajes de Brian y Peter Griffin. Otras series de televisión criticadas por su flanderización son Bob Esponja, Los padrinos mágicos, Silicon Valley y Dragon Ball Super.
Aunque la referencia principal de la flanderización es la televisión, existen otros medios ficticios con personajes que ponen de manifiesto la flanderización. Se ha tachado a muchos personajes de películas de flanderizados en una secuela o franquicia en comparación con su primera aparición. La flanderización en el cine es particularmente frecuenta en el cine de terror, sobre todo en las películas slasher. La flanderización también se ha descrito como un escollo para los juegos de rol de mesa, en los que los personajes complejos suelen ser interpretados durante largos periodos de tiempo por escritores aficionados. La práctica de desarrollar personajes de juegos de rol en torno a peculiaridades únicas se ha mencionado como una causa frecuente de la flanderización. Además de los personajes jugadores, los personajes no jugadores en los juegos de rol se flanderizan con frecuencia, debido a la necesidad de que un único director de juego interprete a muchos personajes.
También se ha hablado de flanderización en el contexto de los fenómenos del mundo real, como las subculturas que la cultura dominante flanderiza en formas más sencillas y accesibles. Un ejemplo de esto es el estereotipo beatnik de la generación beat. Otro ejemplo de flanderización en el mundo real es la tendencia que tienen los músicos, sobre todo los asociados a redes sociales como TikTok y SoundCloud, a simplificar su imagen musical tras alcanzar el éxito comercial.

## Interpretación
La flanderización se ha descrito como un síntoma del declive de la calidad de los guiones. Se ha usado como argumento en contra de hacer secuelas de una obra y se ha descrito como «una lección para otra series» cuyos personajes no han experimentado este proceso. Algunas series han intentado evitar adrede la flanderización, como Rick y Morty.
Llama especialmente la atención el caso concreto de Ned Flanders. Existe un debate sobre si Flanders es un personaje en flanderización constante o si volvió a una representación más compleja y dinámica. También se ha discutido la idoneidad del término «flanderización», ya que muchos personajes de Los Simpson han sufrido el proceso de caricaturización, y puede que el propio Flanders no sea el caso más extremo. El cambio en la representación de Flanders también ha sido polémico por representar un cambio en las representaciones mediáticas de las personas religiosas. Al ser el representante principal del cristianismo en Los Simpson y uno de los personajes ficticios cristianos más importantes del mundo, la simplificación de Ned Flanders en cuanto personaje ha sido objeto de críticas, estudios y reinterpretaciones.